# قائمة البعثات الدبلوماسية في تيمور الشرقية

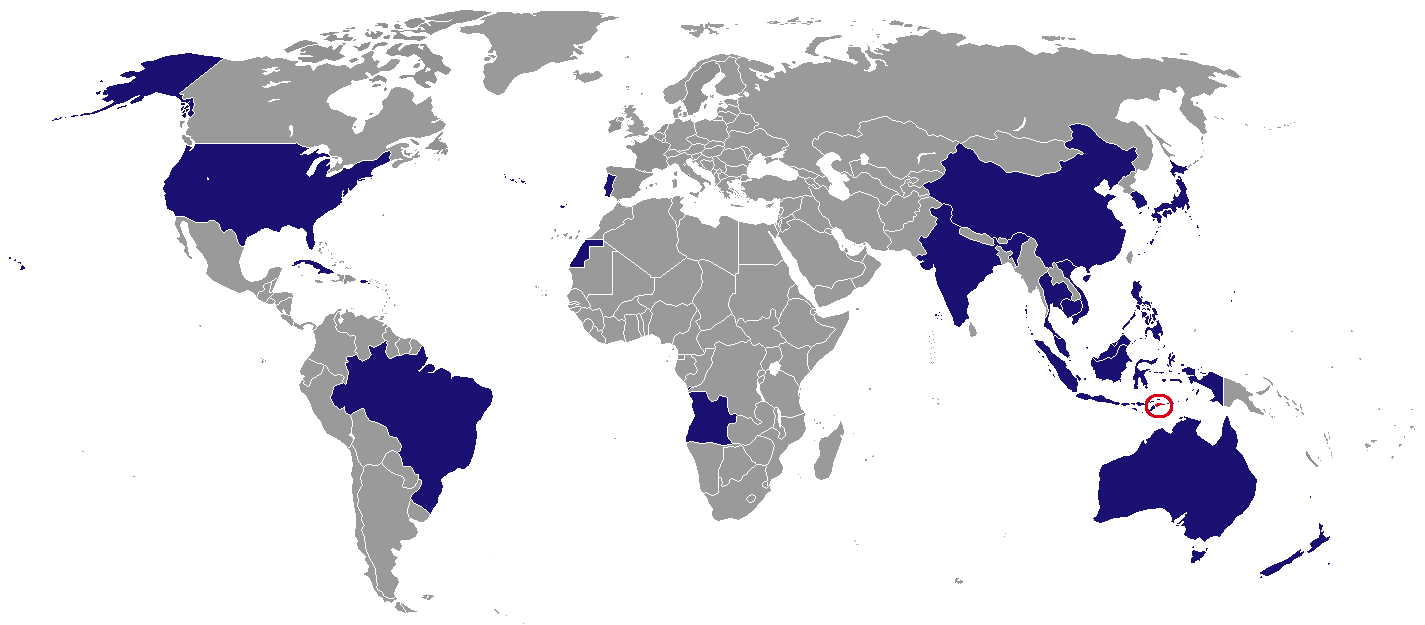
الدول التي لديها سفارات في تيمور الشرقية

هذه قائمة بالبعثات الدبلوماسية في تيمور الشرقية (رسميًا، تيمور الشرقية). العاصمة ديلي، مدينة 100.000، تستضيف 16 سفارة، معظمها من الدول المجاورة والإقليمية (لا تشمل القنصليات الفخرية).

## سفارات فيديلي
- أستراليا
- البرازيل
- الصين
- كوبا
- إندونيسيا
- اليابان
- ماليزيا
- نيوزيلندا
- الفلبين
- البرتغال
- الجمهورية العربية الصحراوية الديمقراطية
- كوريا الجنوبية
- تايلاند
- الولايات المتحدة

## القنصليات
- إندونيسيا[1]

## بعثات أخرى في ديلي
- الاتحاد الأوروبي (وفد)

## السفارات المعتمدة غير المقيمة
مقيم في بكين، الصين:
- جزر البهاما
- بوليفيا
- جمهورية إفريقيا الوسطى
- تشاد
- الرأس الأخضر
- جزر القمر
- جمهورية الدومينيكان
- دومينيكا
- غينيا بيساو
- سيراليون
- ساو تومي وبرينسيب
- توغو
- أوغندا

مقيم في كانبرا، أستراليا
- كرواتيا
- قبرص
- فلسطين
- الأوروغواي
- فنزويلا

مقيم في جاكرتا، إندونيسيا
- أفغانستان
- الجزائر
- الأرجنتين
- النمسا
- بنغلاديش
- بروناي
- كندا
- كمبوديا
- كولومبيا
- التشيك
- كوستاريكا
- الدنمارك
- مصر
- فيجي
- فنلندا
- فرنسا
- جورجيا
- ألمانيا
- الكرسي الرسولي [2]
- المجر
- الهند
- إيران
- العراق
- إيطاليا
- الأردن
- كوريا الشمالية
- كازاخستان
- لاوس
- لبنان
- المكسيك
- موزمبيق
- ميانمار
- هولندا
- النرويج
- باكستان
- بابوا غينيا الجديدة
- البيرو[3]
- بولندا
- روسيا
- سان مارينو
- صربيا
- سلوفاكيا
- السعودية
- جنوب إفريقيا
- إسبانيا
- السويد
- سويسرا
- سورينام
- سوريا
- تايوان
- تركيا
- المملكة المتحدة
- الإمارات العربية المتحدة
- أوزبكستان
- فيتنام
- اليمن
- زيمبابوي

مقيم في كوالالمبور، ماليزيا:
- غانا
- كينيا
- جزر المالديف
- ناميبيا
- تركمانستان
- تنزانيا
- أوكرانيا

مقيم في طوكيو، اليابان:
- ساحل العاج
- غينيا
- زامبيا
- آيسلندا
- قرغيزستان
- نيكاراغوا
- طاجيكستان
- السنغال
- هندوراس
- جيبوتي

مقيم في نيودلهي، الهند:
- جمهورية الكونغو
- إرتريا
- إستونيا
- غيانا
- ترينيداد وتوباغو

مقيم في سنغافورة:
- أنغولا
- أيرلندا
- إسرائيل
- سنغافورة